# Porphyrio pulverulentus
Il pollo sultano delle Filippine (Porphyrio pulverulentus Temminck, 1826) è un uccello della famiglia dei Rallidi.

## Distribuzione e habitat
La specie è diffusa nelle Filippine e nelle isole Talaud.

## Tassonomia
Questo uccello in passato era inquadrato come sottospecie di Porphyrio porphyrio (P. porphyrio pulverulentus) ed è stato successivamente elevato al rango di specie a sé stante.